# Campeonato Rondoniense 2004
In 2004 werd het 58ste Campeonato Rondoniense gespeeld voor voetbalclubs uit de Braziliaanse staat Rondônia. De competitie werd georganiseerd door de FFER en werd gespeeld van 1 mei tot 25 juli. União Cacoalense werd kampioen. 

## Eerste fase

### Groep A
| Plaats | Club     | Wed. | W | G | V | Saldo | Ptn. |
| ------ | -------- | ---- | - | - | - | ----- | ---- |
| 1.     | Genus    | 6    | 3 | 2 | 1 | 14:7  | 11   |
| 2.     | Cruzeiro | 6    | 3 | 1 | 2 | 12:11 | 10   |
| 3.     | Guajará  | 6    | 3 | 1 | 2 | 7:6   | 10   |
| 4.     | Shallon  | 6    | 1 | 0 | 5 | 8:18  | 3    |

|  | Geplaatst voor tweede fase |

### Groep B
| Plaats | Club             | Wed. | W | G | V | Saldo | Ptn. |
| ------ | ---------------- | ---- | - | - | - | ----- | ---- |
| 1.     | União Cacoalense | 6    | 4 | 2 | 0 | 13:5  | 14   |
| 2.     | Ji-Paraná        | 6    | 2 | 2 | 2 | 14:8  | 8    |
| 3.     | Vilhena          | 6    | 2 | 1 | 3 | 7:12  | 7    |
| 4.     | Pimentense       | 6    | 0 | 3 | 3 | 6:15  | 3    |

|  | Geplaatst voor tweede fase |

## Tweede fase
| Plaats | Club             | Wed. | W | G | V | Saldo | Ptn. |
| ------ | ---------------- | ---- | - | - | - | ----- | ---- |
| 1.     | União Cacoalense | 6    | 5 | 1 | 0 | 16:5  | 16   |
| 2.     | Ji-Paraná        | 6    | 4 | 0 | 2 | 18:10 | 12   |
| 3.     | Cruzeiro         | 6    | 1 | 1 | 4 | 8:21  | 4    |
| 4.     | Genus            | 6    | 0 | 2 | 4 | 7:13  | 2    |

|  | Geplaatst voor finale |

## Finale
|              |           |       |                  |  |
| 18 juli Heen | Ji-Paraná | 2 – 2 | União Cacoalense |  |
| 18 juli Heen |           |       |                  |  |

|               |                  |       |           |  |
| 25 juli Terug | União Cacoalense | 2 – 1 | Ji-Paraná |  |
| 25 juli Terug |                  |       |           |  |

### Kampioen
| Campeonato Rondoniense de 2004       |
| Rondônia                             |
| ------------------------------------ |
| UNIÅO CACOALENSE Kampioen (2° titel) |